# Скридлов Ілларіон Миколайович
Іларіон Миколайович Скридлов (рос. Илларион Николаевич Скрыдлов; 1797—1853) — капітан 2-го рангу; директор Псковської чоловічої гімназії.

## З життєпису
У 1809 році вступив кадетом в Морський кадетський корпус, з якого в 1811 році був випущений гардемарином. У 1814 році мічманом плавав спочатку в Балтійському, потім в Чорному морі. У 1824 році був нагороджений орденом Св. Володимира 4-го ступеня «за порятунок 100 осіб під час повені 7 листопада у С.-Петербурзі». У 1828 році на кораблі «Кацбах» перейшов із Архангельська в Кронштадт. У 1829 році був проведений в капітан-лейтенанти з переведенням з Балтійського в Чорноморський флот і на кораблі "Іоанн Златоустб рав участь у битві під Пендераклією у загоні капітана 1-го рангу І. С. Скаловського, за що був нагороджений золотою шаблею з написом «за хоробрість». У 1830 році на кораблі «Париж» плавав у Чорному морі. У 1831 році був переведений назад в Балтійський флот.
У 1832 році став ініціатором створення Кронштадтської морської бібліотеки; в 1859 році його портрет був встановлений в читальній кімнаті морської бібліотеки з написом «Засновник бібліотеки капітан-лейтенант Іларіон Миколайович Скридлов». Скридлов читав у Кронштадті лекції для молодих флотських офіцерів, вів листування з багатьма науковими товариствами в Росії та за кордоном.
У 1834 році звільнений від служби з чином капітана 2-го рангу «для визначення до статських справ». У 1838 році був призначений директором Псковської гімназії та обіймав цю посаду до своєї смерті влітку 1853 року. Похований на Дмитрівському кладовищі у Пскові.
Його діти:
- Єлизавета Іларіонівна Скридлова (13.10.1841-17.12.1901)
- Микола Іларіонович Скридлов (1844—1918), адмірал;
- Олександр;
- Георгій;
- Леонтій Іларіонович Скридлов, поміщик села Гайдуново.